# Doctor Cyber
La Doctora Cyber (Cylvia Cyber) es un personaje ficticio creado para la editorial DC Comics que tradicionalmente es un supervillano de la Mujer Maravilla. Apareció por primera vez en 1968, siendo la cabeza de un vasto grupo criminal y terrorista global en las página del cómic de Wonder Woman Vol. 1 #179 (noviembre-diciembre de 1968), creado propio escritor de historietas Dennis O'Neil e ilustrado por los artistas Mike Sekowsky y Dick Giordano. En sus primeras apariciones, la Doctora Cyber era una bella mujer y elegantemente vestida. Más tarde, después de que su rostro quedara desfigurado tras un accidente, ella se colocó una máscara-bozal de oro y un exoesqueleto tecnológicamente avanzado por todo el cuerpo. Estas mejoras cibernéticas aumentaron su fuerza física gracias a los implantes cibernéticos, y le dieron la capacidad de absorber y redirigir energía, así como para disparar ráfagas de energía desde sus manos. A pesar de las mejoras resultantes con su poder, y su desfiguración del rostro, el Dr. Ciber también forjó una inestabilidad emocional. Se obsesionó con volver a obtener su belleza original, mediante la transferencia de su mente al cuerpo de la Mujer Maravilla, un proyecto que ella intentó varias veces con la ayuda de su aliado ocasional, el Doctor Moon.

## Biografía ficticia del personaje

### Pre-Crisis en las Tierras Infinitas
La Doctora Cyber fue una vez la bella y dominante mujer que estuvo durante mucho tiempo la líder de una red criminal global, en la misma época en que la Mujer Maravilla había renunciado a sus poderes cuando sus compañeras Amazonas se habían retirado a otra dimensión. Antes del primer encuentro contra Cyber como amazona desprovista de sus poderes originales, los secuaces de Cyber habían saqueado el monasterio de I Ching robando las gemas y metales preciosos que se encontraban adentro y sacrificando a los monjes que se resistieron y defendieron el monasterio. Por aquel entonces, el Coronel Steve Trevor intentó, sin éxito, infiltrarse en la ciberred de la organización criminal, sin embargo aprendió algo de sus intenciones y su historia: Su principal objetivo, era crear caos dentro del gobierno de los Estados Unidos mediante el envío de bombas en el interior de una serie de juguetes para los hijos de los miembros del Congreso. Esta fechoría sin embargo era en realidad una estratagema para desviar la atención de Londres para llevar a cabo un robo de joyas, que había sido frustrado por la Mujer Maravilla y I Ching. La Doctora Cyber escaparía sólo para resurgir de nuevo en Hong Kong varias semanas más tarde. (Wonder Woman Vol. 1 #179-182 [noviembre-diciembre de 1968 a mayo-junio de 1969]).
En Hong Kong, el plan dla Doctora Cyber era destruir la ciudad y chantajear al mundo con una serie de dispositivos que podrían crear terremotos. Cyber atrajo la atención de Diana Prince sin poderes a la ciudad asiática, con la esperanza de que pudieran atraerla a que se uniera a la organización, cuando Diana se había negado rotundamente. Poco después, un ataque de la banda criminal rival el "Tigre Tong", resultaron arrojándole unos carbones calientes sobre la cara de Cyber. La villana fue evacuada en secreto a un hospital fuera de Hong Kong, jurando vengarse de Diana Prince al hacerla culpable por su desfiguración. En la historia, Prince detuvo el artefacto que provocaba los terremotos y Cyber se le creyó muerta cuando su dispositivo de terremotos definitivo explotó.(Wonder Woman Vol. 1 187-188 [marzo-abril de 1970-mayo-junio de 1970])
Cuando Diana Prince se asoció con el detective privado Jonny Double para detener una organización llamada el Tribunal, se descubrió que la Doctora Cyber había sobrevivido a su encuentro anterior. Cyber había creado al Tribunal para encontrar una mujer adecuada para trasplantar su cerebro y colocara la otra mujer en su cuerpo desfigurado. Después de la captura de Prince, Cyber intentó sin éxito trasplantar su cerebro en Diana gracias a la colaboración con el Doctor Moon. Durante este encuentro, Cyber fue empalada accidentalmente con un bisturí y se creyó que había muerto una vez más.(Wonder Woman Vol. 1 #200 [mayo-junio de 1972]).
Mientras que como Diana Prince, fue asignada a una misión a una montaña en el complejo de Catskill, la Mujer Maravilla descubriría de nuevo que la Doctora Cyber había engañado una vez más a la muerte. Mientras investigaba una serie de asesinatos en el complejo, Cyber luchó contra la Mujer Maravilla después de un intento fallido de injertarse el rostro de la amazona por su propia cuenta. La pelea terminó con Cyber aparentemente cayendo desde lo alto de una telesilla cayendo Cyber aparentemente hacia su muerte. (Wonder Woman Vol. 1 #221 [diciembre 1975-enero 1976]).
La Doctora Cyber sería abatido una vez más durante varios meses antes de capturar a Wonder Girl, en otro intento para capturar a la Mujer Maravilla, para un trasplante de Cerebro. La Mujer Maravilla negoció su vida por la vida de su hermana adoptiva, pero ambas fueron rescatadas por los Jóvenes Titanes. Cyber y su socio secuaz el Doctor Moon, finalmente fueron capturados (Wonder Woman Vol. 1 #287 [de enero de 1982]).
No se supo hasta ese momento si la Doctora Cyber como apareció libre, ya sea si fue puesto en libertad o escapó de la custodia, pero apareció posteriormente disfrazado como Diana Prince, infiltrándose en el Pentágono, robándose los códigos de lanzamiento de los misiles nucleares de los Estados Unidos. La Mujer Maravilla frenó su intento para provocar una guerra nuclear, sin embargo, Cyber una vez más aparentemente murió tratando de huir de ella, y Steve Trevor (disfrazado como el dios Eros) la perseguía cuando su trineo cohete se estrelló al lado de un acantilado (Wonder Woman Vol. 1 #319-321 [septiembre a noviembre de 1984]).

#### Crisis en las Tierras Infinitas
Durante los acontecimientos que marcaron los eventos de la serie limitada de cómics denominada, la Crisis en las Tierras Infinitas, Brainiac asumió el rescate de varios supervillanos, entre ellos el dla Doctora Cyber, en algún momento antes de su muerte asignándola a su equipo de villanos, para poder lograr conquistar Tierra S. La Doctora Cyber finalmente desaparecería del Universo DC tras la conclusión de la crisis.

### Post-Crisis
La Doctora Cyber de la versión Post-Crisis, apareció por primera vez, en orden cronológico, en la nueva continuidad, apareciendo en las páginas del cómic "Power Company #1 (abril de 2002)". Sin embargo su verdadera aparición se produjo en las páginas de JLA Vol. 1 #61 (febrero de 2002)
Esta nueva Doctora Cyber, junto con otros genios científicos y seres robóticos (tales como Automan, Brainstorm, el Doctor Emil Hamilton, Ford, y Rosie), fue durante un breve periodo de tiempo que la parte cibernética dla Doctora Cyber estaba compuesto por un ser llamado "Enginehead". Sin embargo (si esta historia sigue siendo canónica), este ser parece haber sido dividido en dos personalidades individuales, poco después de los acontecimientos de la serie.
Cyber una vez más sería reintroducido en las historietas de la Mujer Maravilla, luchando contra Donna Troy (como la nueva Mujer Maravilla) y contra Cassie Sandsmark [(la nueva Wonder Girl). Wonder Woman Vol.3 #1 (septiembre de 2006)]
Durante el arco de los acontecimientos durante la Crisis Infinita, la Doctora Cyber apareció como miembro de la Sociedad Secreta de Supervillanos de Alexander Luthor Jr.

### DC: Renacimiento
Después de los acontecimientos del evento conocido como DC: Renacimiento, la Doctora Cyber fue reintroducido como la Dr. Adrianna Anderson, una asistente automatizada recreada artificialmente como una Inteligencia Artificial creada a partir de la extracción del alma del cuerpo moribundo de la doctora, estando al servicio de Veronica Cale y miembro de la organización Godwatch y las Empire Enterprises. Sin embargo, su aparición previa como ser humano, fue en las páginas de Wonder Woman Vol.5 #5 (octubre del 2016)

#### Doctora Cyber II: Adrianna Anderson
Al ser una experta en el campo de la cibernética, cuyo foco ha sido su fruto de su trabajo para empresas Empire, en la división de Investigación y Desarrollo (I+D) Práctica A-1, donde con frecuencia se desempeñaba junto a la Doctora Cale, a través de una holografía informatizada de sí misma, siendo ella la creadora del sistema cibernético conocido como "Cyberwalker". La doctora Anderson considera a Verónica como su mejor (y única) amiga, íntimamente la llamaba Ronnie, y también era fan de Wonder Woman.
Cuando los dioses gemelos Fobos y Deimos obligaron a la Doctora Cale para obtener información de la cuenta de Wonder Woman con el Sistema Cyberwalker, Adrianna se ofreció para usarlo en lugar con su amiga, pero cuando se enfrentaron con la princesa amazónica, el Sistema Cyber sufrió y fue destruido, sin embargo, Adrianna, que estaba conectado a ella, finalmente murió.
Luego de un año de su muerte, Verónica creó una inteligencia artificial (I.A,) permitiéndose recrear un mapa neuronal que se almacenó en el sistema cibernético de "Cyberwalker", hasta que finalmente regresó como un constructo. Por lo tanto, el amigo de Verónica dejó su identidad como Adrianna, asumiendo el control por completo la identidad como Doctora Cyber.

## Poderes y habilidades
La primera Doctora Cyber no tenía poderes, pero llevaba una armadura que le permitía luchar físicamente contra la Mujer Maravilla en términos casi iguales. Con el uso de una armadura exoesquelética le permitía aumentar su fuerza y resistencia, además que le permitía redirigir y canalizar energía cuando para disparar a sus oponentes en pleno combate cuerpo a cuerpo También utilizaba una gran variedad de armamento que incluía pistolas láser, control del suero de la mente, crear una pantalla de invisibilidad, generar unos trineos cohete, y un control de unos robots asesinos. Después de su desfiguración, utiliza a menudo mujeres con la misma condición pero que fueran poco atractivas como secuaces, de manera que no le recuerden su belleza perdida.
Respecto a la versión Post-Crisis de la Doctora Cyber, también llevaba un traje blindado, pero mientras que ponía en plenitud sus capacidades y limitaciones, aunque se desconocían en su momento, en consonancia con su nombre son más implícitas sus habilidades cibernéticas naturales. A medida que sus miembros cibernéticos podían ser capaces de estirarse en longitudes imposibles, en esta versión si era completamente un cyborg, y no una persona utilizando un traje de armadura.
La segunda versión de la Doctora Cyber, ahora es un asistente artificial (a partir de la base neuronal de la Doctora Anderson rescatado de la base de datos del sistema Cyberwalker), adquiriendo los poderes de la tecnokinesis, aumento de su genio cibernético, y habilidades basadas en el control total de cualquier máquina controlada por computadoras.

## Otras versiones

### Batman, The Brave and the Bold(historieta)
- En la línea de historietas basada en la serie de televisión animada "Batman, The Brave and the Bold", en el ejemplar #4, aparece su personaje.[19]

### DC´s Super Friends
- Es una de varios supervillanos científicos de la historia que se unen para luchar contra los Super Amigos en el arco "Weird Science" de la serie de historietas DC Super Friends.[20]

### Wonder Woman 77
- La Doctora Cyber está representada en un personaje que apareció en la serie de televisión de la Mujer Maravilla Gloria Márquez, que, sin embargo, en la serie de televisión nunca se convirtió en la Doctora Cyber, pero que en la historieta conocida como Wonder Woman 77´, basada en la misma serie de televisión, ella se transforma en dicho personaje, justamente en el crossover con el personaje de otra serie de televisión, la Mujer Biónica.[21]

## Apariciones en otros medios
- Televisión: apareció en la serie animada de la Liga de la Justicia Ilimitada como miembro de la Sociedad Secreta de Gorilla Grodd en el primer episodio de la tercera temporada "Soy de la Legión" realizando un breve cameo.
- Videojuegos: en Scribblenauts Unmasked: A DC Comics Adventure es un personaje convocable por el jugador.